# Chatuzange-le-Goubet
Chatuzange-le-Goubet is een gemeente in het Franse departement Drôme (regio Auvergne-Rhône-Alpes). De plaats maakt deel uit van het arrondissement Valence. Chatuzange-le-Goubet telde op 1 januari 2022 6.375 inwonertal.

## Geografie
De oppervlakte van Chatuzange-le-Goubet bedraagt 28,24 vierkante kilometer; de bevolkingsdichtheid is 210 inwoners per km² (per 1 januari 2019).

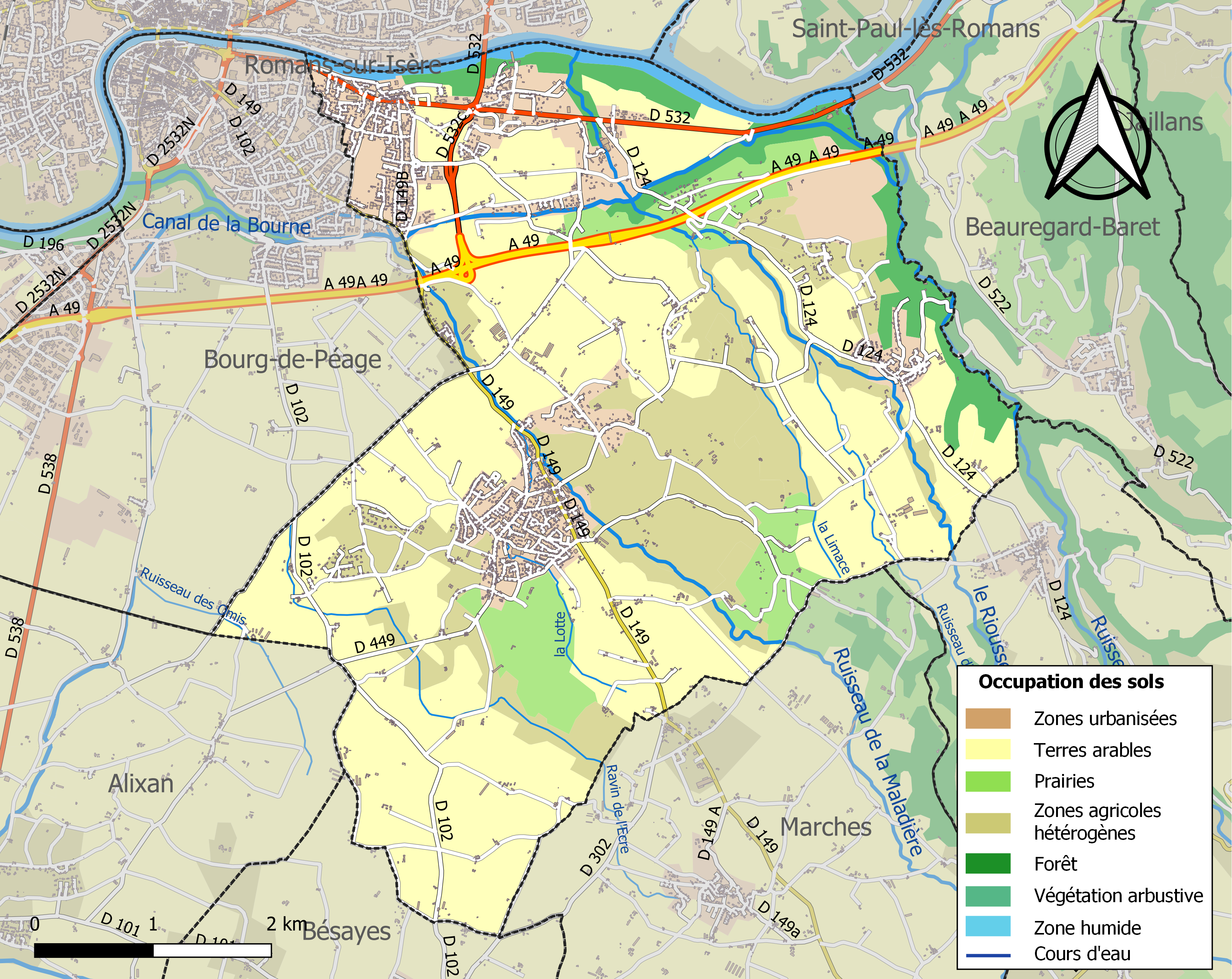
Kaart van de gemeente met belangrijkste infrastructuur, bodemgebruik en omliggende gemeenten

## Demografie
Onderstaande figuur toont het verloop van het inwonertal (bron: INSEE-tellingen).